# Elección papal de 1130
Las elecciones papales de 1130 (celebradas el 14 de febrero) se convocaron tras la muerte del papa Honorio II y resultaron en una doble elección. Una parte de los cardenales, encabezados por el cardenal canciller Aymery de la Châtre, eligió a Gregorio Papareschi como papa Inocencio II, pero el resto se negó a reconocerlo y eligió al cardenal Pietro Pierleoni, quien adoptó el nombre de Anacleto II. Aunque Anacleto contaba con el apoyo de la mayoría de los cardenales, la Iglesia católica considera a Inocencio II como el papa legítimo y a Anacleto II como antipapa.
La doble elección fue resultado de las crecientes tensiones dentro del Sacro Colegio Cardenalicio en torno a la política de la Santa Sede hacia el Sacro Imperio Romano Germánico, iniciada por el Concordato de Worms (1122), que puso fin a la controversia sobre la investidura. Varios cardenales, en particular los de mayor edad, consideraron el acuerdo alcanzado en Worms como una deserción de los principios de la Reforma Gregoriana y se inclinaron a aceptarlo únicamente como una maniobra táctica. Apoyaron la alianza tradicional del papado con los normandos del sur de Italia. Algunos de ellos estaban vinculados a antiguos centros monásticos del sur de Italia, como Montecassino. Uno de sus líderes fue el cardenal Pierleoni, representante de una de las familias más poderosas de Roma.
La facción opuesta estaba encabezada por Aymery de la Châtre, quien fue nombrado cardenal y canciller de la Santa Sede poco después de firmar el Concordato de Worms y fue uno de los principales artífices de la nueva política. Él y sus partidarios consideraban el compromiso una buena solución tanto para la Iglesia como para el Emperador, y desconfiaban de los vasallos normandos de la Santa Sede, quienes mostraban ciertas tendencias expansionistas. Parece que al menos algunos representantes importantes de esta facción tenían fuertes vínculos con la «nueva espiritualidad», es decir, las nuevas órdenes religiosas, como los canónigos regulares. Además, eran aliados de la familia romana Frangipani, opositores de la familia Pierleoni.
En las últimas semanas de la vida del papa Honorio II, los cardenales, temiendo un posible cisma, acordaron que el nuevo papa sería elegido por una comisión de ocho de ellos, entre ellos dos cardenales-obispos, tres cardenales-sacerdotes y tres cardenales-diáconos.